# Любин, Арье
Арье Любин (ивр. אריה לובין‎, 1897—1980) — израильский художник. Лауреат премии Дизенгофа (1957).

## Биография
Арье Любин родился в 1897 году в Чикаго, США, в семье эмигрантов из России. В 1913 году семья отправила его в Палестину, которая находилась в составе Османской империи, в только-только основанный Тель-Авив, где он начал обучение в недавно основанной гимназии Герцлия. С началом Первой мировой войны Любин вернулся в США и начал обучение в Чикагском институте искусств. В 1917 году присоединился к Еврейской бригаде и вернулся в Палестину. В конце войны вернулся в школу в Чикаго, где впервые познакомился с кубизмом. После окончания школы Любин поступил на курс скульптуры в Париже.
Вернулся в Палестину, находящуюся под Британским мандатом, в 1923 году. Его работы принимали участие в многочисленных выставках.
В 1936 году переехал в Тель-Биньямин (сегодня Рамат-Ган), а затем в Петах-Тикву.
В 1978 году получил почётное звание от города Тель-Авива — Любимец города.
Любин умер в Тель-Авиве в 1980 году. Его могила находится на кладбище Трумпельдор.

## Художественная карьера
Творчество Любина отражает современные тенденции 1920-х годов. На его художественный стиль повлияли Поль Сезанн, Пабло Пикассо и Анри Матисс. Он впитал кубизм Андре Дерена и пуризм Ле Корбюзье и Амеде Озенфана, читая «L’Esprit Nouveau», журнал, который он заказывал из Парижа.
Как и многие его современники, на многих картинах изображал деревенские пейзажи. Однако в произведениях Любина 1920-х годов ощущается влияние кубизма и пуризма.
Экспонировался на выставках в Башне Давида (1924, 1926), а также на других альтернативных выставках (см. картины). В 1947 году в Тель-Авивском музее состоялась его первая персональная выставка. В 1950-е годы был одним из первых художников Картинной галереи в Цфате.
Представлял Израиль на Венецианской биеннале (1948, 1950, 1960).
В 1969 году прошла ретроспективная выставка его работ в Рамат-Гане.

## Учёба
1913—1914 Гимназия Герцлия, Тель-Авив
1915—1917 Чикагский институт искусств, США
1919—1922 Чикагский институт искусств, США
1923 Скульптура, Академия искусств Гранд Шомьер, Париж.

## Награды и признание
Любин неоднократно был награждён:
- 1922 — Премия Джона Куинси Адамса для обучения за рубежом
- 1956 — Премия мэрии города Рамат-Ган за пейзаж
- 1957 — Премия Олимпийского комитета
- 1957 — Премия Дизенгофа

## Дальнейшее чтение
- אליאס ניומן, Art in Palestine, ניו יורק, 1939, הוצאת Siebel Company.
- חיים גמזו, ציור ופסול בישראל, הוצאת «אשכול», תל אביב, 1951. מהדורה שנייה מורחבת: ציור ופיסול בישראל, הוצאת דביר, תל אביב, 1957.
- אויגן קולב, האמנות היהודית, עורך: בצלאל ססיל רות, הוצאת מסדה, תל אביב, 1961.
- בנימין תמוז (עורך), יונה פישר, אמנות ישראל, הוצאת מסדה, 1963, 1966.
- חיים גמזו, אריה לובין — תמונות שמן, פאסטל, גואש — תערוכה רטרוספקטיבית, מוזיאון תל אביב, 1968.
- בנימין תמוז (עורך), דורית לויטה, גדעון עפרת, סיפורה של אמנות ישראל, הוצאת מסדה, 1980.
- מארק שפס (אוצר), גילה בלס, יגאל צלמונה ואחרים, שנות העשרים באמנות ישראל, מוזיאון תל אביב לאמנות, 1982.
- יונה פישר (עורך), תל אביב — 75 שנה של אמנות, הוצאת מסדה, 1984, עמ' 38, 39, 42, 56.
- יגאל צלמונה (אוצר), יעקב שביט ואחרים, מגדל דוד — מלחמת התרבות הראשונה באמנות ישראל, מגדל דוד — המוזיאון לתולדות ירושלים, תשנ"ב (1991).
- גדעון עפרת, «מכתבי לובין», בתוך: ביקורי אמנות — פרקים על אמנים ישראלים, הוצאת הספרייה הציונית, ההוצאה לאור של ההסתדרות הציונית העולמית, ירושלים, 2005.
- ורדה שטיינלאוף, על גדות הירקון — נחל הירקון באמנות הישראלית, מוזיאון תל אביב, 2005.
- יגאל צלמונה, 100 שנות אמנות ישראלית, מוזיאון ישראל, ירושלים, 2010.
- אליק מישורי, מ"אפקים חדשים" ל"רוח אחרת", למדא, הוצאת האוניברסיטה הפתוחה, רעננה, 2019.
- גדעון עפרת, אריה לובין, הוצאת לוין, 2020.